# Mutshatsha
Mutshatsha är en ort i Kongo-Kinshasa. Den ligger i provinsen Lualaba, i den södra delen av landet, 1 200 km sydost om huvudstaden Kinshasa. 